# Gråtryckarfisk
Gråtryckarfisk (Balistes capriscus) är en tryckarfisk tillhörande släktet Balistes. Den återfinns vid Atlantens östra och västra kust, och är den enda art i familjen som förekommer i Västeuropa. Arten kallas också bara tryckarfisk.

## Utseende
Gråtryckarfisken har en hög och från sidorna sammantryckt kropp samt en liten mun. Kännetecknande för familjen är den främre ryggfenans konstruktion, där den främsta, höga taggstrålen kan låsas i upprätt läge, som ett försvar mot predatorer, av den andra taggstrålen. Den tredje taggstrålen fungerar som "avtryckare" – genom att dra i den kan man fälla ihop de övriga. Färgen är variabel; den kan ofta vara brunviolett på ryggen, med gröngrå sidor och ljusare buk. Kroppen har tre svaga, mörkare band. Största längden är 60 cm, och största vikten strax över 6 kg.

## Vanor
Arten finns i varmare vatten där den lever vid kuster och rev ner till ett djup av 100 m. Födan består av ryggradslösa djur som blötdjur och kräftdjur. Arten är äggläggande.

## Utbredning
Arten finns längs Atlantens kuster från Nova Scotia i Kanada till Argentina på den västra sidan, och från södra Norge, via Brittiska öarna och Medelhavet till Angola på den östra. Den kan uppträda i Nordsjön. 

## Hot
Regionalt hotas beståndet av överfiske. IUCN listar arten som sårbar (VU).